# 金乡之战
金乡之战，北周大象二年（580年）八月，在杨坚平尉迟迥之乱时，北周河南道行军总管于仲文率军在金乡（今山东省金乡县）伏歼尉迟迥将领席毗罗军的作战。
于仲文率八千人，在梁郡（今河南商丘）地区大败尉迟迥部将檀让军后，檀让部退守成武。于仲文乘胜进兵，攻克曹州（治左城，今山东曹县西北），俘虏尉迟迥所署刺史李仲康，以精兵袭占成武，再败檀让余部。这时，尉迟迥将领席毗罗率军10万屯守沛县，正准备攻打徐州（治彭城，今江苏徐州）。于仲文察知席毗罗妻子住在金乡，派人假装席毗罗使者，向金乡城主徐善净谎报，“檀让明日午时到金乡，将宣布蜀公尉迟迥之令，赏赐将士”，金乡人信以为真。于仲文选精兵，伪造尉迟迥旗帜，加速前往。徐善净以为是檀让军到来，连忙迎接。于仲文即将其擒获，遂占金乡。诸将多劝屠城，于仲文告知部属，此城是席毗罗起兵之地，保留其将士家属，席毗罗军必来夺取，当可以逸待劳，设谋歼之。如果立即屠城，席毗罗绝望后就不会来了。席毗罗仗其优势兵力来攻，企图夺回金乡。于仲文背城结阵，并于数里外设伏。席毗罗军列阵完毕，刚刚发起进攻，背后伏兵突发，俱曳柴草鼓噪，尘埃张天，喧声震耳，席毗罗军顿时大乱。于仲文军进击，席毗罗军惨败，争渡洙水（今山东巨野县洙水河）很多人溺死。于仲文俘获檀让，斩杀席毗罗。尉迟迥所占河南各地，全部平定。